# Княгині Львової (парк-пам'ятка садово-паркового мистецтва)
Княги́ні Льво́вої — парк-пам'ятка садово-паркового мистецтва місцевого значення в Україні. Розташований у межах Конотопського району Сумської області, на північно-східній околиці села Бочечки (частково на території Конотопського агролісгоспу).
Площа  - 14,9 га. Статус надано згідно з рішенням Сумської обласної ради від 28.01.2003 року. Перебуває у віданні Бочечківської сільської ради та ДП «Конотопський агролісгосп».
Статус надано для збереження регулярного парку з осьовою композицією, закладеного родиною місцевих князів Львових у 1783 році, що часом перетворився на ландшафтний.

## Опис
У парку зростають дубово-кленово-липові насадження, окремі дерева сосни звичайної та липи збереглися з часів закладання парку. У парку розташований двоповерховий палац, побудований 1866 року в стилі класицизму.